# Institut des régions arides de Médenine
L'Institut des régions arides de Médenine (IRA) est un établissement tunisien de recherche créé en vertu de la loi no 76-6 du 6 janvier 1976. Son siège se situe dans la ville de Médenine (sud-est du pays) mais il est rattaché à l'Université de Gabès.
Il a pour principales missions :
- la réalisation des recherches nécessaires au développement du secteur agricole ;
- la formation et des stages de perfectionnement pour les techniciens et chercheurs spécialisés en aridologie et lutte contre la désertification ;
- la participation à la vulgarisation et à l'encadrement technique du secteur agricole en vue de la conservation des ressources naturelles et leur protection contre le risque de désertification ;
- la réalisation d'études de projets de développement intégré à l'échelle nationale, sous-régional, régionale et internationale ;
- l'animation et la coordination des activités et travaux de divers organismes intervenant à quelques titres que ce soit dans les régions arides.